# Europese auto in 1888
Dit artikel geeft een overzicht van alle Europese personenwagens uit 1888. De auto's staan alfabetisch gerangschikt per merk.
| Benz |                  | concern:       | onafhankelijk |
| Benz | divisie:         |                |               |
| Benz | merk:            | Benz Duitsland |               |
| Benz | model:           | Tricycle       |               |
| Benz | einde productie: | 1888           |               |
| Benz | productieaantal: | ?              |               |

| Flocken |                  | concern:                                   | onafhankelijk |
| Flocken | divisie:         |                                            |               |
| Flocken | merk:            | Benz Duitsland                             |               |
| Flocken | model:           | Elektrowagen elektrische tweezit-cabriolet |               |
| Flocken | einde productie: | 1903                                       |               |
| Flocken | productieaantal: | ?                                          |               |